# Weltmeister (марка)
Weltmeister (кит. 威马汽车) — китайский бренд электромобилей, принадлежащий шанхайской компании WM Motor Technology Co Ltd. В мае 2018 года на Пекинском автосалоне компания Weltmeister представила свою первую модель — EX5, поставки которой начались в сентябре 2018 года. В число инвесторов WM входят такие компании, как Baidu и Tencent. Автомобили Weltmeister производятся на заводе WM Motor в Вэньчжоу, провинция Чжэцзян, годовая производственная мощность которого составляет 100000 единиц. Научно-исследовательские центры WM Motor находятся в Китае, Германии и США. В октябре 2023 года компания Weltmeister подала заявление о банкротстве до реструктуризации, поскольку компания испытывала трудности с наличными деньгами.

## История

### Начало
В январе 2015 года Фримен Шен, бывший менеджер Geely Automobile и бывший президент китайского подразделения Volvo, основал стартап WM Motor Technology. Цель заключалась в том, чтобы выпустить в продажу электромобили собственной сборки, конкурентоспособные с аналогичными, недолговечными китайскими стартапами, работающими над транспортными средствами с новыми источниками энергии. В число инвесторов стартапа вошли китайские технологические гиганты, такие как Baidu и Tencent. В ноябре 2016 года в Вэньчжоу, провинция Чжэцзян, был построен первый производственный завод компании WM Motor, а в январе 2018 года, перед премьерой первого автомобиля, началось строительство второго завода компании WM Motor в Хуангане, провинция Хубэй.

### Бренд Weltmeister
Первый автомобиль компании Weltmeister — EX5 — сошёл с конвейера в мае 2018 года. Производство и продажи начались в конце того же года. В мае 2019 года на Шанхайском автосалоне был представлен концепт-кар Evolve Concept. Второй серийной моделью стал EX6.
Весной 2021 года в модельный ряд Weltmeister вошла третья модель — среднеразмерный внедорожник W6. Также компания объявила о своих планах начать производство классических легковых автомобилей. После прототипа Maven был представлен серийный седан под названием E5. В ноябре 2021 года в модельный ряд вошёл третий седан — M7.

### Банкротство
Во второй половине 2022 года компания Weltmeister оказалась в плохом финансовом положении, что было вызвано ростом долга и зафиксированными убытками, несмотря на попытки увеличить продажи и продуктовый портфель. В итоге компания не смогла выпустить флагманскую модель M7 в продажу. К тому же, в конце 2022 года компания прекратила производство всех моделей, уволила персонал и закрыла большинство точек продаж. В 2023 году президент WM Motor начал искать новые источники финансирования и реализовал план экономии. Эти действия не увенчались успехом, и в итоге в середине октября 2023 года компания WM Motor объявила о банкротстве. Фримен Шен указал, что факторами, мешающими компании остаться на рынке, стали экономические последствия пандемии COVID-19, стагнация рынка капитала и рост цен на сырьё. Банкротство компании привело к радикальным трудностям для нынешних владельцев Weltmeister. Через сутки после того, как заявление о банкротстве было принято судом Шанхая, водители потеряли доступ к мобильному приложению WM Motor, сайт перестал работать и связь с центром поддержки исчезла, оставив под вопросом послепродажное обслуживание и сервисную поддержку.
В январе 2024 года компания WM Motor сообщила, что суд принял заявление компании о реорганизации.

## Производство

### Завод в Вэньчжоу

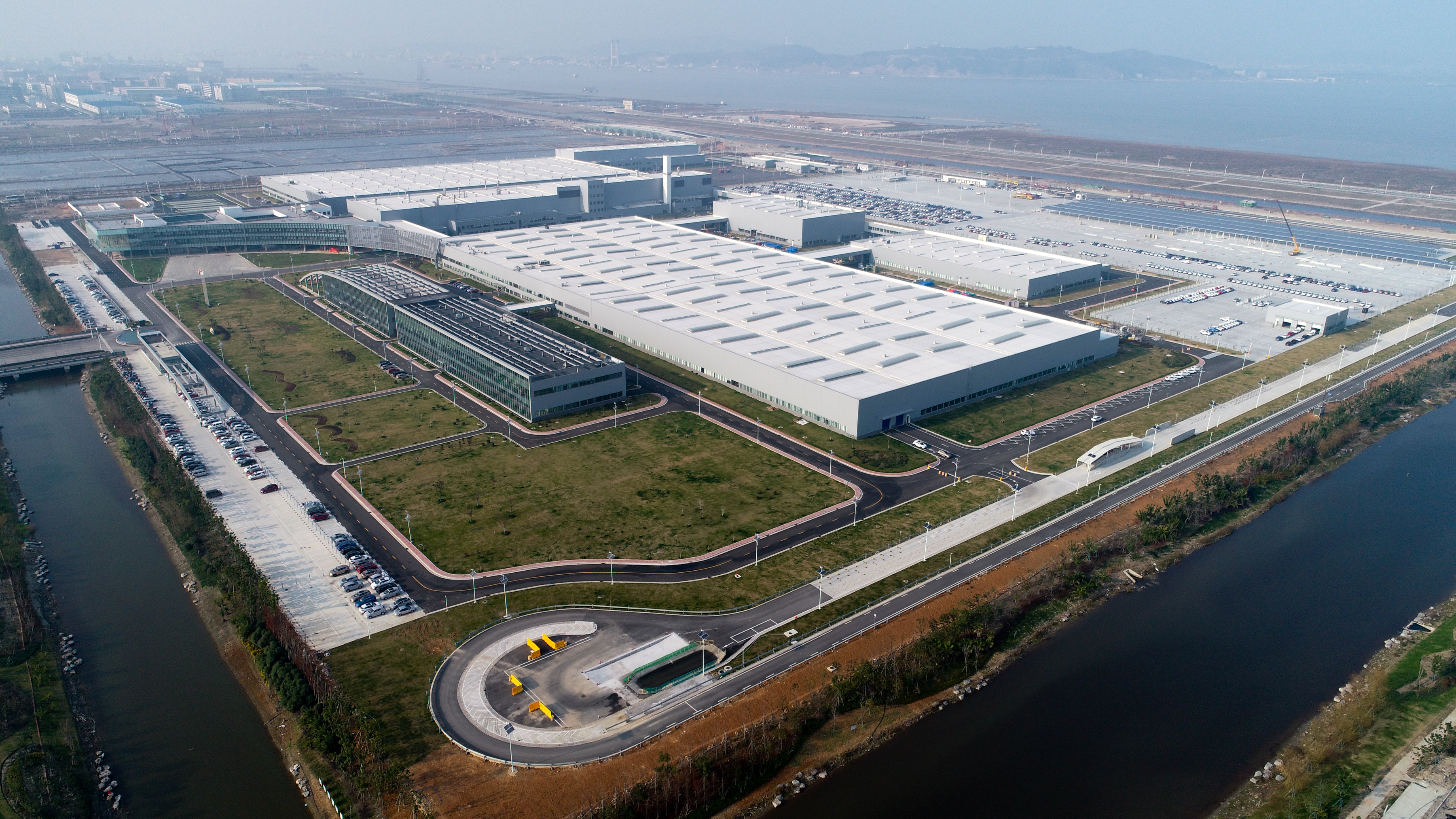
Завод WM Motor в Вэньчжоу

Завод в Вэньчжоу имеет площадь 650000 м2 и в настоящее время находится в эксплуатации. В настоящее время заводская мощность составляет 100000 единиц в год. Строительство объекта началось в сентябре 2016 года, а серийное производство автомобилей началось 28 сентября 2018 года.

### Завод в Хуангане
Строительство второго завода компании WM Motor в Хуангане, провинция Хубэй, планировалось завершить в начале 2020 года. Но из-за влияния пандемии COVID-19 компания произвела только 10000 автомобилей из запланированных на 2022 год производственных мощностей в 150000.

## Мобильное приложение — GETnGO
Компания WM Motor управляет собственным приложением под названием GETnGO (кит. 即客行), которое, в первую очередь, нацелено на предоставление вариантов поиска, навигации и оплаты для общественных зарядных устройств в Китае. По состоянию на октябрь 2019 года приложение GETnGO зарегистрировало 200000 общественных зарядных устройств в рамках партнёрства с поставщиками общественных зарядных устройств, включая State Grid.

## Модельный ряд
- Weltmeister E5 (2021—2022) — электрический компактный седан
- Weltmeister EX5 (2018—2022) — электрический компактный внедорожник
- Weltmeister M7 (2022) — электрический среднеразмерный седан
- Weltmeister EX6 (2019—2022) — электрический среднеразмерный внедорожник
- Weltmeister W6 (2021—2022) — электрический компактный внедорожник

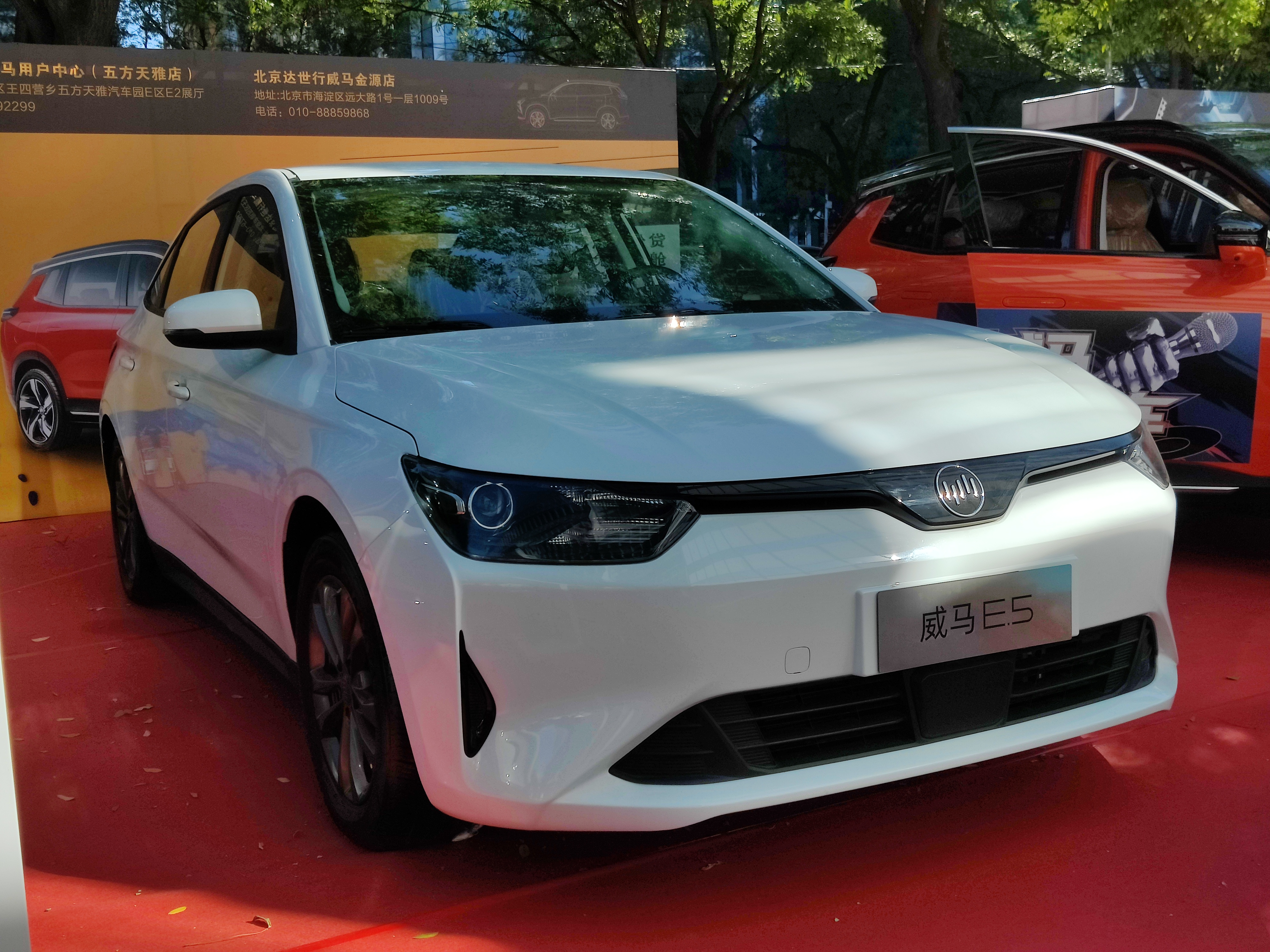
Weltmeister E5
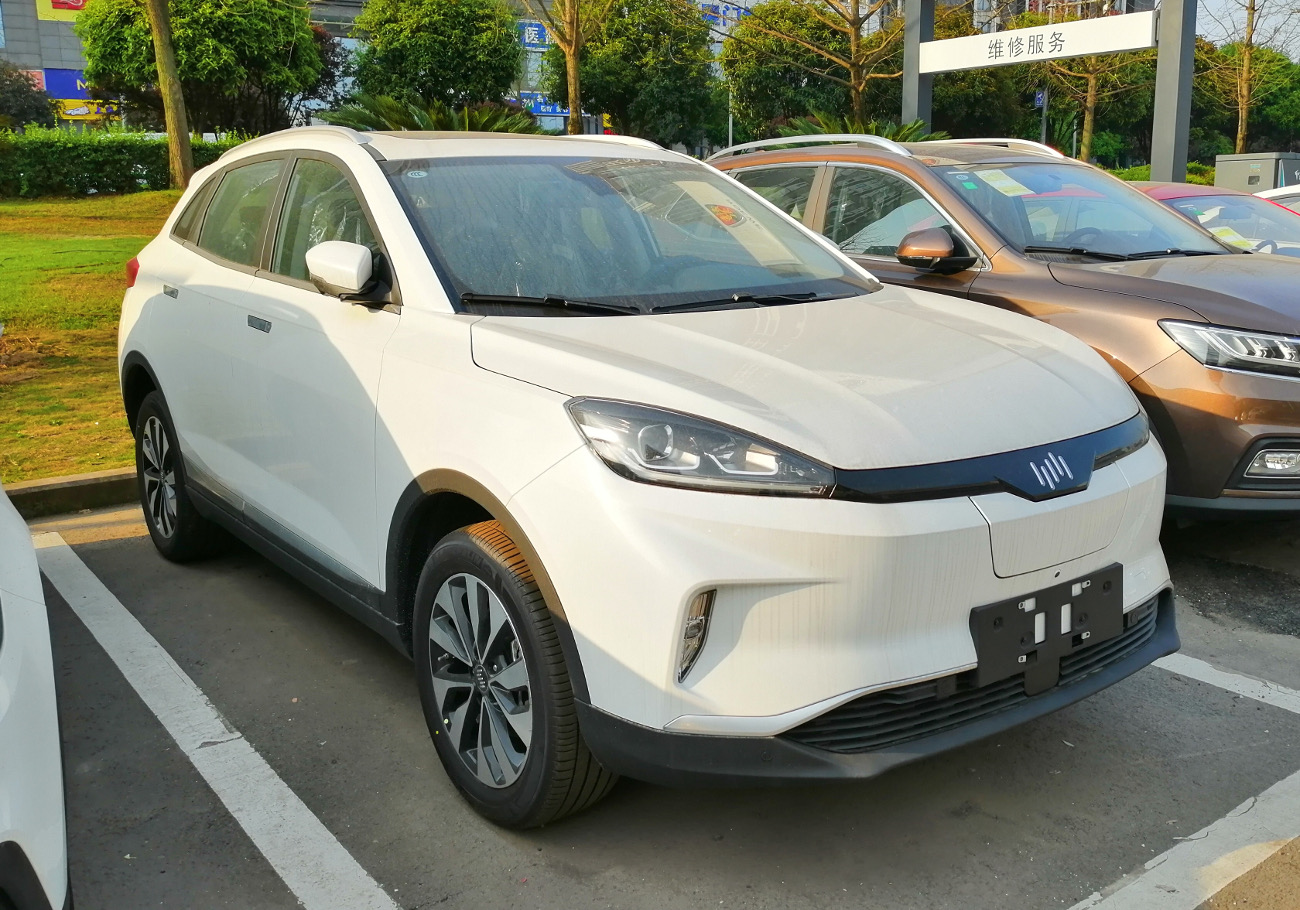
Weltmeister EX5
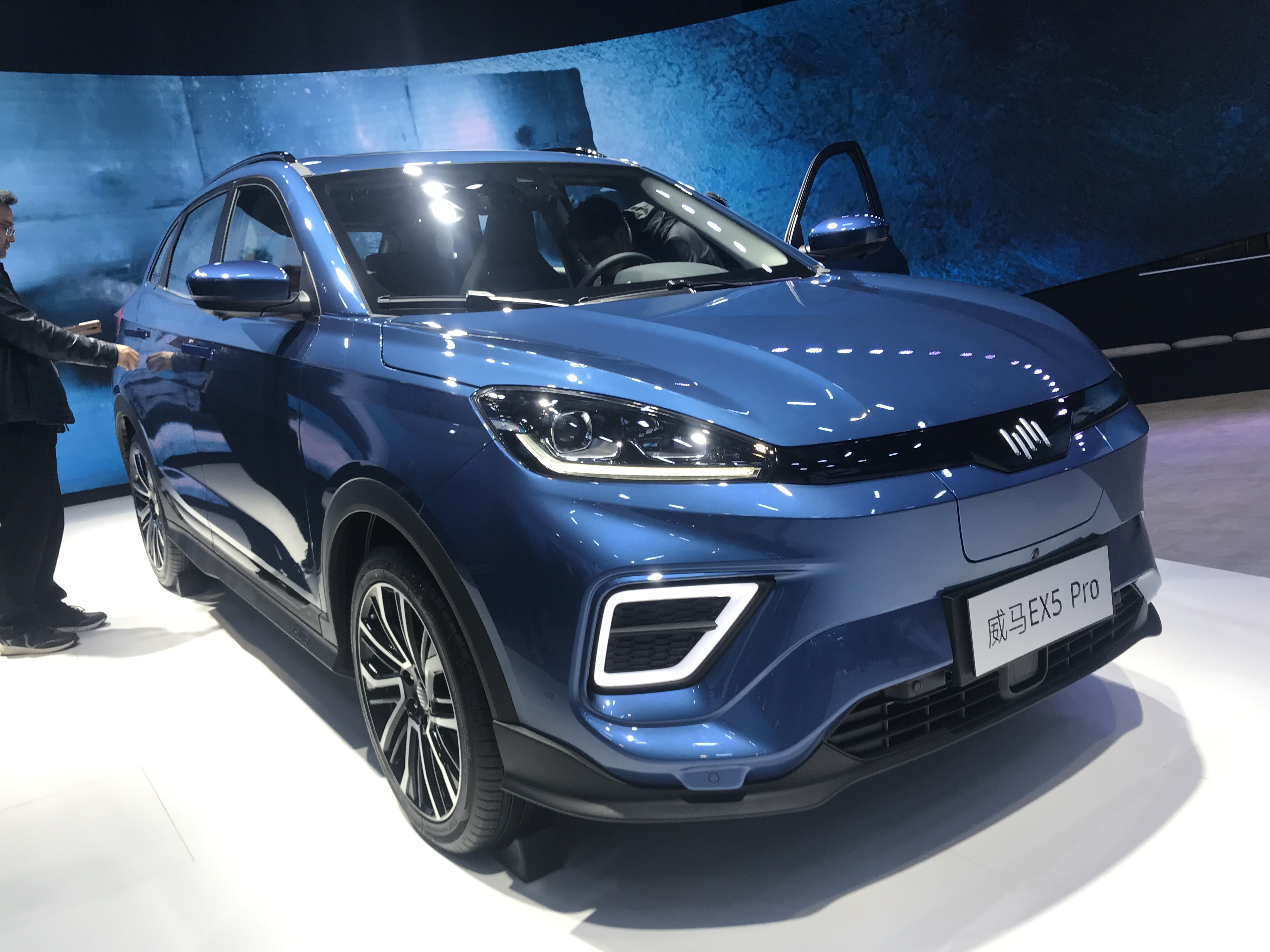
Weltmeister EX5 Pro
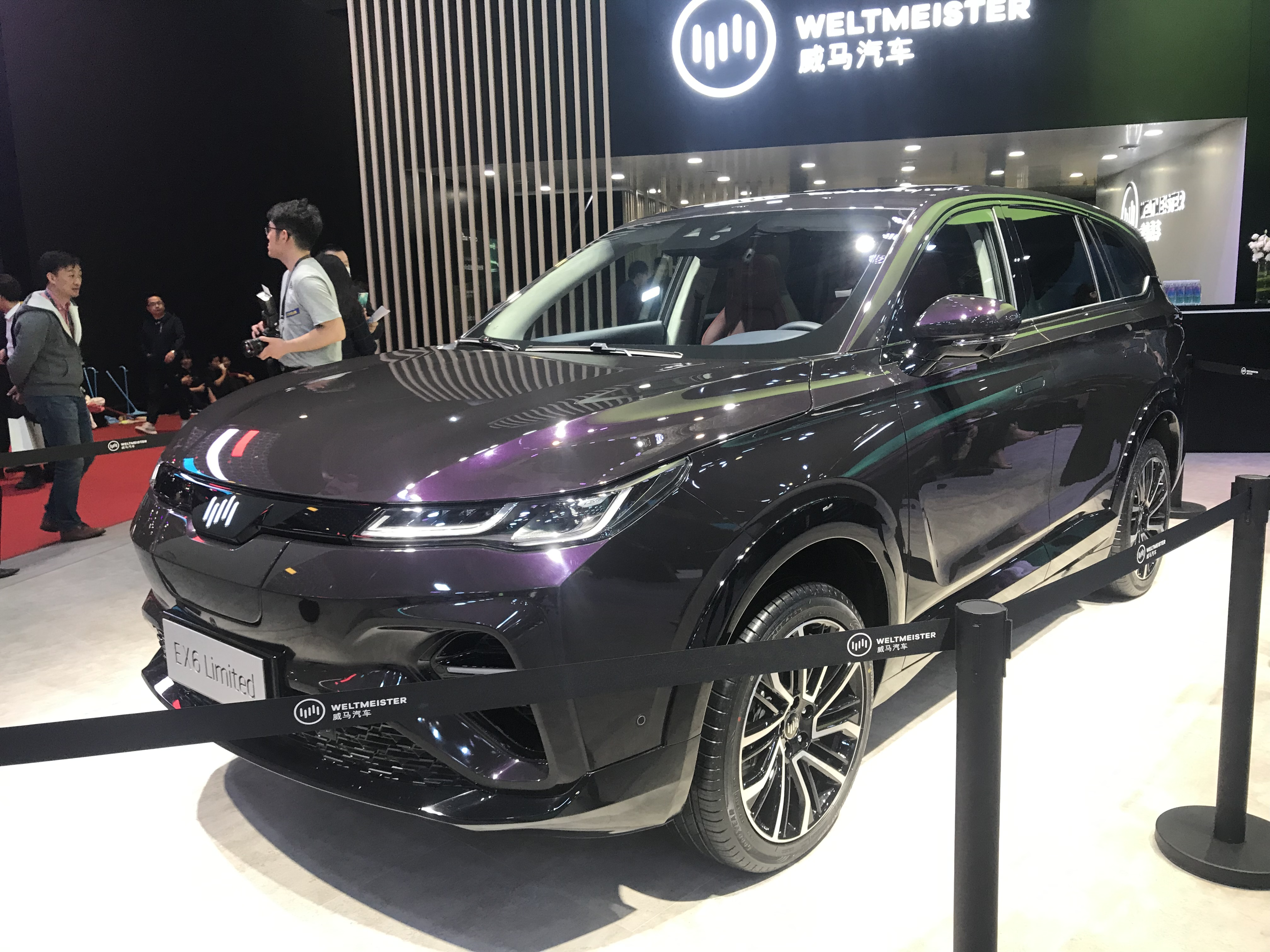
Weltmeister EX6 Limited
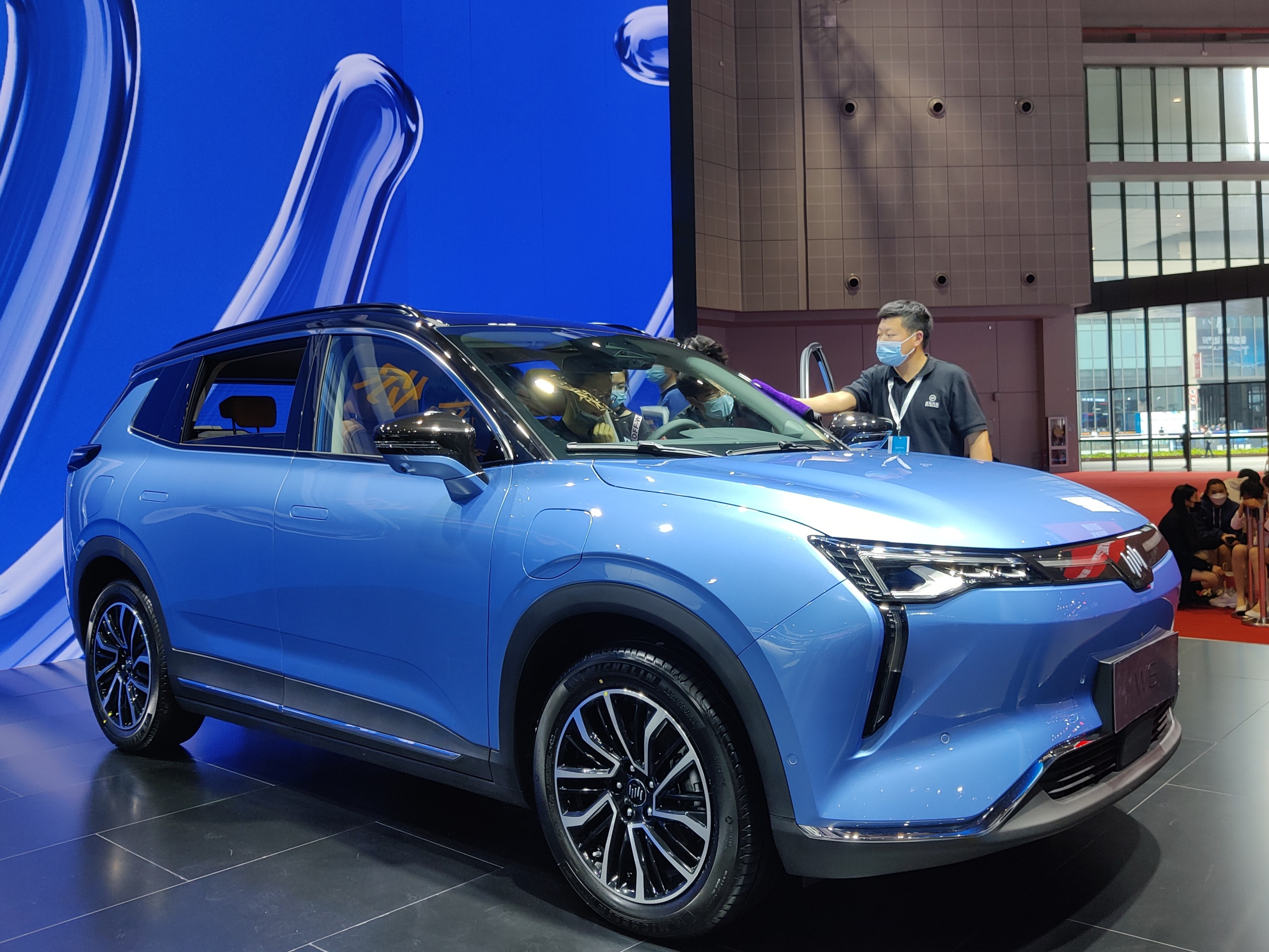
Weltmeister W6
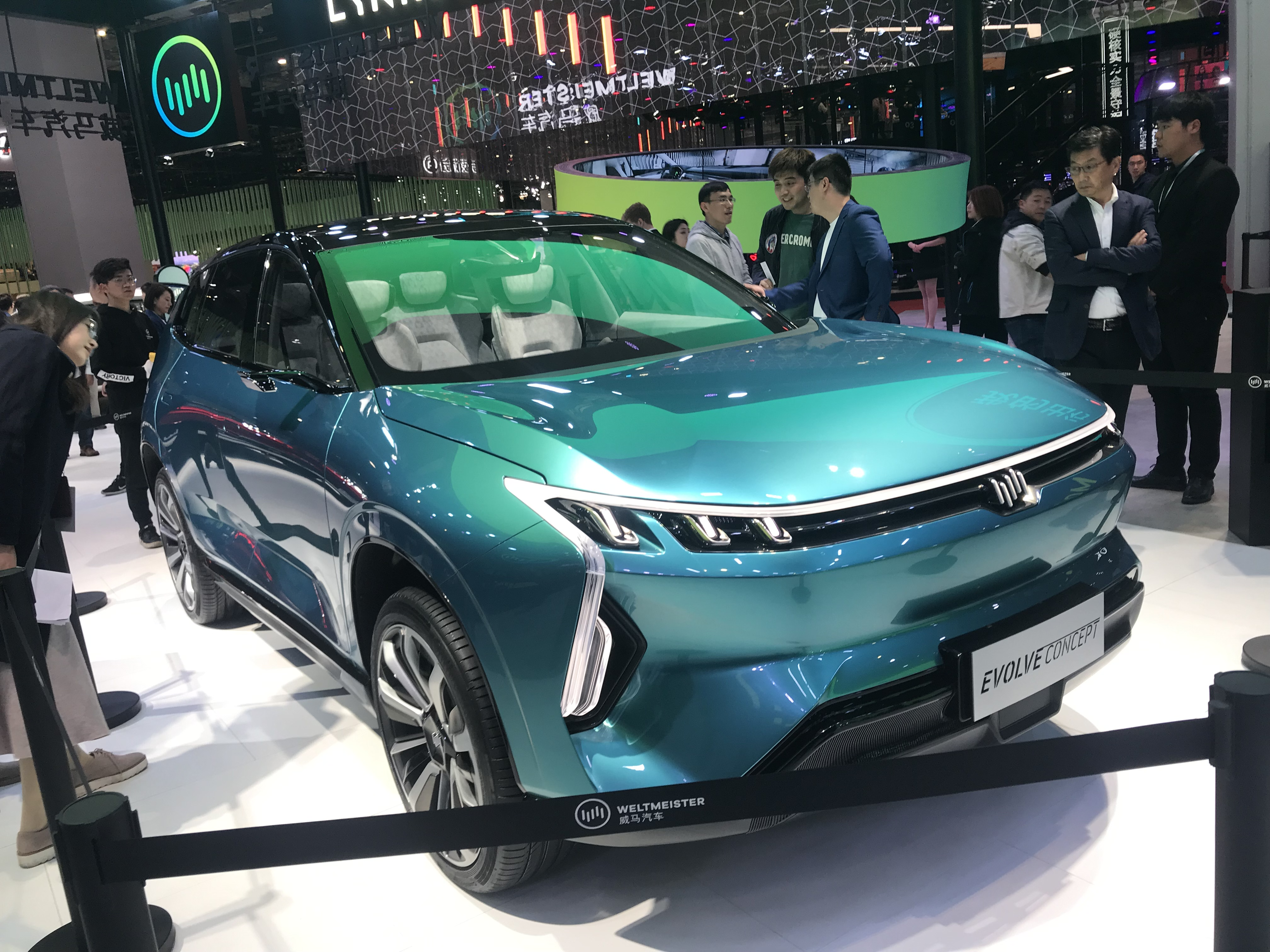
Weltmeister Evolve Concept
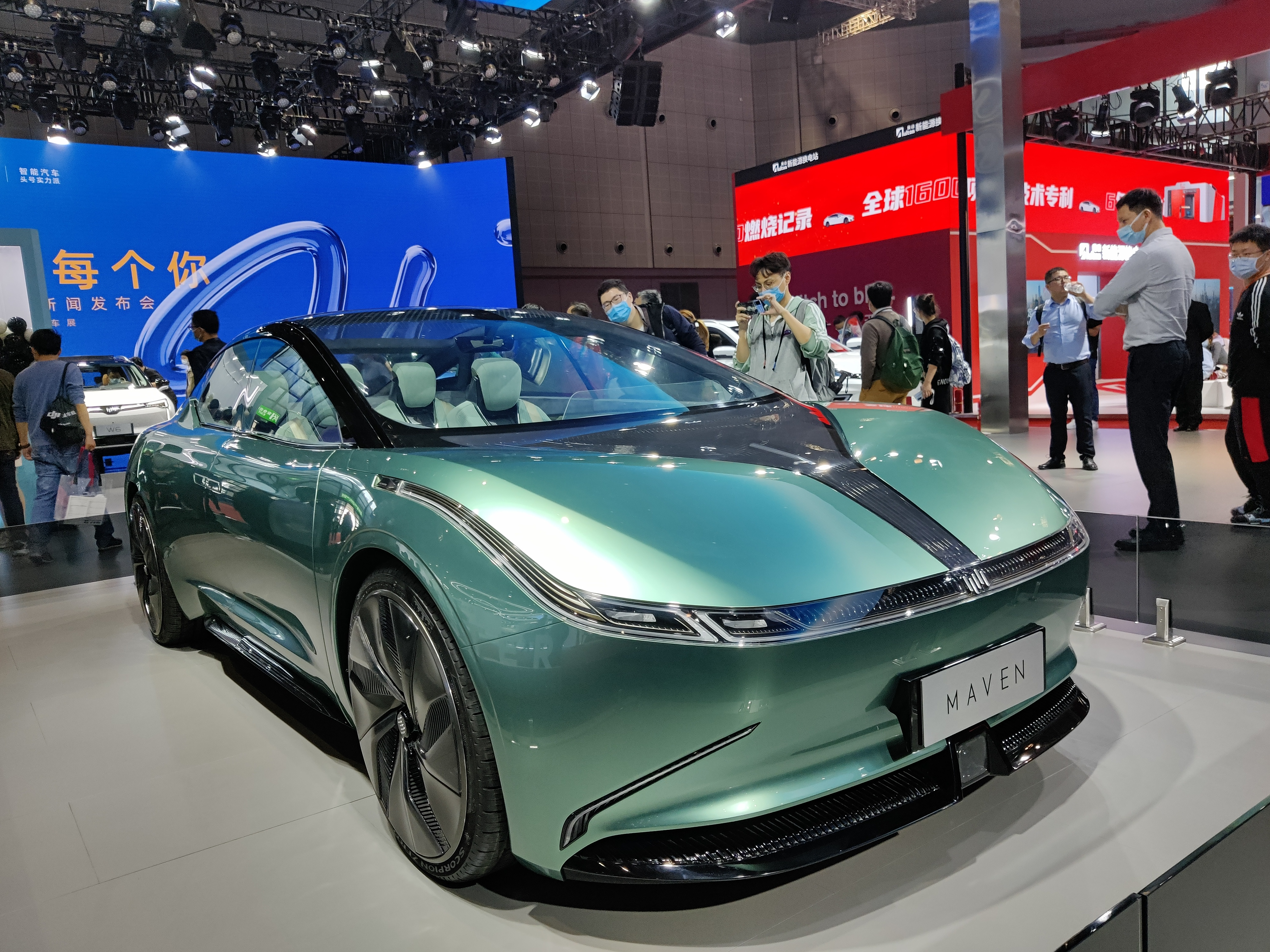
Weltmeister Maven Concept

## Продажи
| Год  | Продано |
| ---- | ------- |
| 2019 | 12,799  |
| 2020 | 21,937  |
| 2021 | 44,152  |
| 2022 | 29,450  |
| 2023 | 0       |